# Герб Пензенської області

Герб Пензенської області

Герб Пензенської області є символом Пензенської області, прийнято 14 січня 1999 року Законом Пензенської області «Про герб Пензенської області».

## Опис
Герб Пензенської області — зображення на зеленому геральдичному щиті з відношенням ширини до довжини 8:9 трьох золотих снопів, зв'язаних червленими стрічками; щит оточений золотим дубовим листям, з'єднаними орденською стрічкою ордена Леніна, яким нагороджена Пензенська область. Стрічка має посередині червону (червлену) поздовжню смугу шириною дві третини ширини стрічки, по краях середньої смуги дві золотаві смужки шириною по одній шістнадцятої ширини стрічки, ближче до країв стрічки дві червоні смужки шириною по одній шістнадцятої ширини стрічки й по краях стрічки дві смужки золотавого кольору шириною по одній двадцять четвертої ширини стрічки.
- Зелень символізує надію, радість, достаток;
- Червлень символізує хоробрість, мужність, безстрашність;
- Золото — символ багатства.